# Danny Chandler
Danny Chandler (Sacramento, 5 ottobre 1959 – 5 maggio 2010) è stato un pilota motociclistico statunitense specializzato nel motocross e nel Superbikers, ricordato per il suo stile di guida aggressivo.
Chandler ha iniziato la sua carriera professionale nel motocross con la Maico Factory Racing Team nel 1979. Fu soprannominato Magoo dal padre in tenera età, e fu il soprannome che lo accompagnò lungo tutta la sua carriera. Nel 1982 si guadagnò un posto nella American Honda Factory Racing Team e ottenne la sua più grande vittoria vincendo il campionato USA nella classe 500. Nel 1982 ha anche vinto entrambe le manche nella gara del Trophee des Nations, diventando il primo pilota a vincere entrambe le manche di entrambe le manifestazioni nello stesso anno.
Dopo aver lasciato il team Honda, Chandler si recò in Europa per competere nel Campionato del Mondo Motocross alla guida di una KTM. La sua carriera finì quando rimase paralizzato dopo un incidente in una gara di Supercross a Parigi (Bercy) nel 1985. Dovette affrontare una difficile ripresa, non solo per l'incidente, ma anche per la sua situazione familiare.
Tempo dopo Chandler ha iniziato a promuovere gare di mountain bike e ad associarsi al gruppo DARE.
Chandler è stato inserito nella American Motorcyclist Association Motorcycle Hall of Fame nel 1999.